# Art de l'antic Egipte

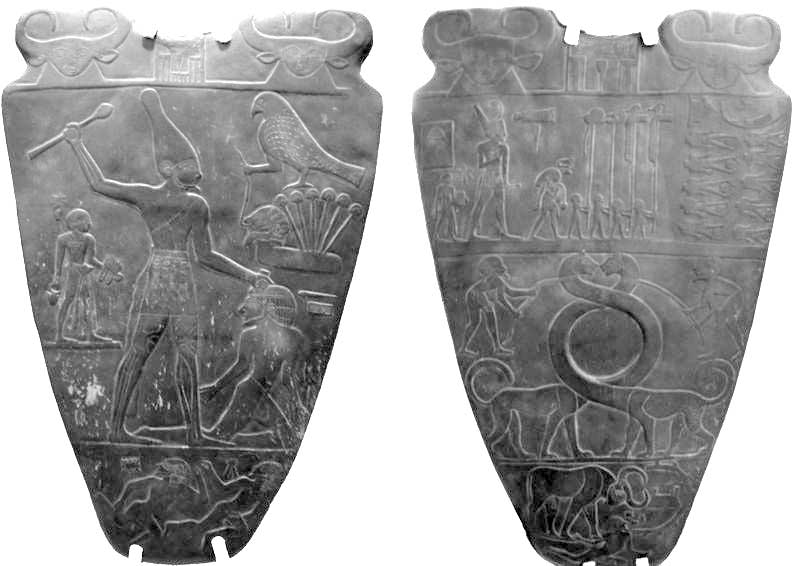
Paleta de Narmer, és considerada el primer document històric de la civilització egípcia; fa memòria de la unificació d'Egipte

L'art de l'antic Egipte és el conjunt d'obres d'estil i simbolisme de gran homogeneïtat realitzades a l'Egipte antic. Es considera que aquest estil queda assentat a partir del 3200 aC.
Les obres artístiques seguien estrictes cànons, cosa que permeté que durant més de tres mil anys l'art egipci patís escasses variacions. Amb aquestes convencions es pretenia transmetre la idea d'atemporalitat en la civilització egípcia.

## L'estètica de l'antic Egipte
Qualificar com a art egipci les obres d'art del període analitzat presenta un doble conflicte que s'ha d'analitzar:
- En l'antic Egipte no es realitzava art amb una finalitat exclusivament estètica sinó que es produïen objectes funcionals.
- L'adjectiu egipci està emprat de manera convencional, perquè no és introduït fins a la romanització. El nom Egipte ve del llatí Aegyptus, provinents de l'antic egipci Hi-ku-ptah, que era el nom d'un temple de Tebes (Egipte). En antic egipci el país s'anomenava Kemet.

### Art
L'art egipci està constituït d'objectes produïts pel seu valor funcional. L'arquitectura, l'escultura o la pintura de l'antic Egipte són mostres d'un art que bàsicament és religiós o funerari. Es distingeix l'art funerari dels faraons de l'art per als civils. Els faraons, per ser déus, s'elevaran de la seva tomba per reunir-se amb la resta dels éssers divins. Els civils disposen d'un art funerari que els capacita per afrontar l'eternitat dins de la seva tomba.
Els productors d'aquest art funerari són treballadors més propers a la figura del funcionari que no pas a la de l'artesà o l'artista. La consideració social d'un terrissaire, un mestre d'aixa o un arquitecte era la mateixa; eren persones amb coneixements tècnics i habilitat en el seu ofici. No existia una distinció entre les belles arts i els oficis, no es distingia entre artista i artesà. Aquests funcionaris tindran la possibilitat d'adquirir un espai funerari per afrontar l'eternitat, fet excepcional per a un civil.
Es distingia entre els objectes d'ús quotidià dels objectes d'ús social; els darrers requerien uns treballadors especialitzats. Els objectes d'ús social disposaven d'una bona funcionalitat i eren objectes bells. La bellesa conferia prestigi i la capacitat d'envoltar-se d'objectes bells era reservada a les classes benestants. La bellesa va associada a allò que és útil i específicament als objectes que serveixen al difunt en la vida després de la mort. La major part d'objectes bells han estat creats per a l'emperador; el paradigma n'és la piràmide. Per tant, encara que es va confeccionar una noció de bellesa, aquesta era un mitjà, no un fi en si mateix. El concepte de l'art per l'art no existia per als egipcis.
Tot i això, el concepte bellesa no té un únic mot equivalent; podem remarcar com a mínim quatre mots que es poden traduir com a bellesa:
- Nefer, emprat per a referir-se a les dames belles, en especial a la dea Hathor; però també per a remarcar l'adequació de l'objecte per al propòsit del qual ha estat creat.
- Tut, que significa 'reflex de'[2]
- Ménej
- Tehen

La ceràmica, la pintura, l'escultura o l'arquitectura de qualitat anaven associades als jeroglífics com a part de l'objecte produït. El jeroglífic és una part integrant de l'art egipci i sovint defineix el sentit de l'obra.

## Cànons i simbolisme

### Cànons
L'art de l'antic Egipte es caracteritza per una idea d'ordre: línies clares i senzilles, associades a formes simples i colors plans. Els artistes utilitzaven línies perpendiculars, verticals i horitzontals, per a formar una quadrícula i donar les proporcions correctes als seus treballs. L'art reflectia la importància social, religiosa i política. L'alçada dels personatges depenia, per exemple, del seu paper en la societat: els més importants eren els més alts; per altra banda, no hi havia perspectiva. El faraó és sempre així representat com el més gran dels humans; igualment, els déus són més o menys imponents segons són considerats com més o menys poderosos.

## Com decoraven les parets?
Les parets s'untaven amb una barreja de fang, argila i palla triturada. Quan quedaven perfectament llises i ben seques, s'hi aplicava una capa de guix. Començava la feina dels pintors: aquests traçaven una quadrícula amb tinta vermella que els permetria reproduir en gran els esbossos del fresc.

### Simbolisme
Pel tarannà extremadament religiós de la civilització de l'Egipte antic, la majoria de les obres d'art d'aquesta època són imatges de divinitats, de faraons o d'encarnacions divines.
L'ordre està vinculat al simbolisme de l'obra; els símbols són omnipresents en l'art egipci. Així, els animals són representacions simbòliques de divinitats. El color disposa d'un sentit específic: el blau i el verd representaven el Nil i la vida, el groc evocava el Sol, el vermell inspirava la força, el poder i la vitalitat. Els colors d'aquesta època han sobreviscut de manera sorprenent en el transcurs dels segles, sobretot gràcies al clima molt sec d'Egipte. L'art egipci, malgrat l'absència de perspectiva, era molt realista; els artistes tenien un coneixement aprofundit de l'anatomia i un sentit perfeccionista del detall, sobretot per al dibuix d'animals.

## Períodes

### L'art de Nagada
El terme Nagada prové d'un indret de l'Alt Egipte. Es designa així la producció artística que té lloc entre el 3800 aC i el 3000 aC. L'art és principalment conegut pels dipòsits funeraris, que proven que ja l'artesanat ha assolit un alt nivell, tant en l'àmbit de la ceràmica com en el de la metal·lúrgia i de la talla de les pedres dures.

### L'art de l'època tinita
Tinis fou una població de l'Alt Egipte; el període thinita va del 3000 aC fins al 2686 aC. L'art de la dinastia I i II determina les convencions de l'art egipci, en paral·lel a l'emergència del sistema polític i social. Es coneix alhora una arquitectura funerària que es desenvolupa i un variat mobiliari funerari.

### L'art del Regne Antic
Memfis esdevingué el centre del regne entre el 2686 aC fins al 2150 aC. L'antic imperi és l'època de les grans piràmides i de la creació de l'escriba ajupit. Però és sobretot, per a la majoria dels historiadors de l'art, l'apogeu de l'art egipci, que assoleix llavors una perfecció inigualada. El país, finalment unificat, coherent, sota la influència d'una administració forta, realitza immenses obres, tant en l'arquitectura com en l'escultura.

### L'art del Regne Mitjà
Tebes esdevingué el centre del regne entre el 2134 aC fins al 1780 aC. Després d'un període agitat, el Regne Mitjà marca una tornada a la calma i un nou capítol en l'art egipci. Les piràmides esdevingueren un espai sagrat per a les inhumacions reials, i es coneixen alguns exemples de temples no funeraris. Els models guanyen en alçada i en diversitat. Les joies trobades en una tomba inviolades a Dashur, són magnífics exemples d'una orfebreria quasi desapareguda.

### L'art del Regne Nou
El període de producció de l'art més commovedor de l'antic Egipte fou l'Imperi Nou entre 1580 i 1085 aC; l'entrada en contacte amb la civilització grega comporta el començament de la dissolució d'un estil propi. Alexandria, fundada el 332 aC per Alexandre el Gran, fou la darrera de les capitals de l'antic Egipte; caigué en mans dels romans el 46 dC, quan es cremà part de la seva biblioteca.
En el transcurs de la XVIIIa dinastia, el faraó Akhenaton decideix, poc després de la seva arribada al poder, l'abolició de la religió politeista existent. Imposà un monoteisme basat en el culte a Aten, déu del disc solar. Aquest trastorn té implicacions en l'art: es desenvolupa un nou estil, l'art d'Amarna, diferent per molts aspectes de l'art idealista clàssic existent des de feia 1.700 anys. Després de la mort d'Akhenaton, la religió tradicional reprèn el seu lloc, els artistes tornen a un estil més clàssic, però continuaran marcats per certs aspectes de l'art d'Amarna.

## Llenguatges artístics

### Arquitectura

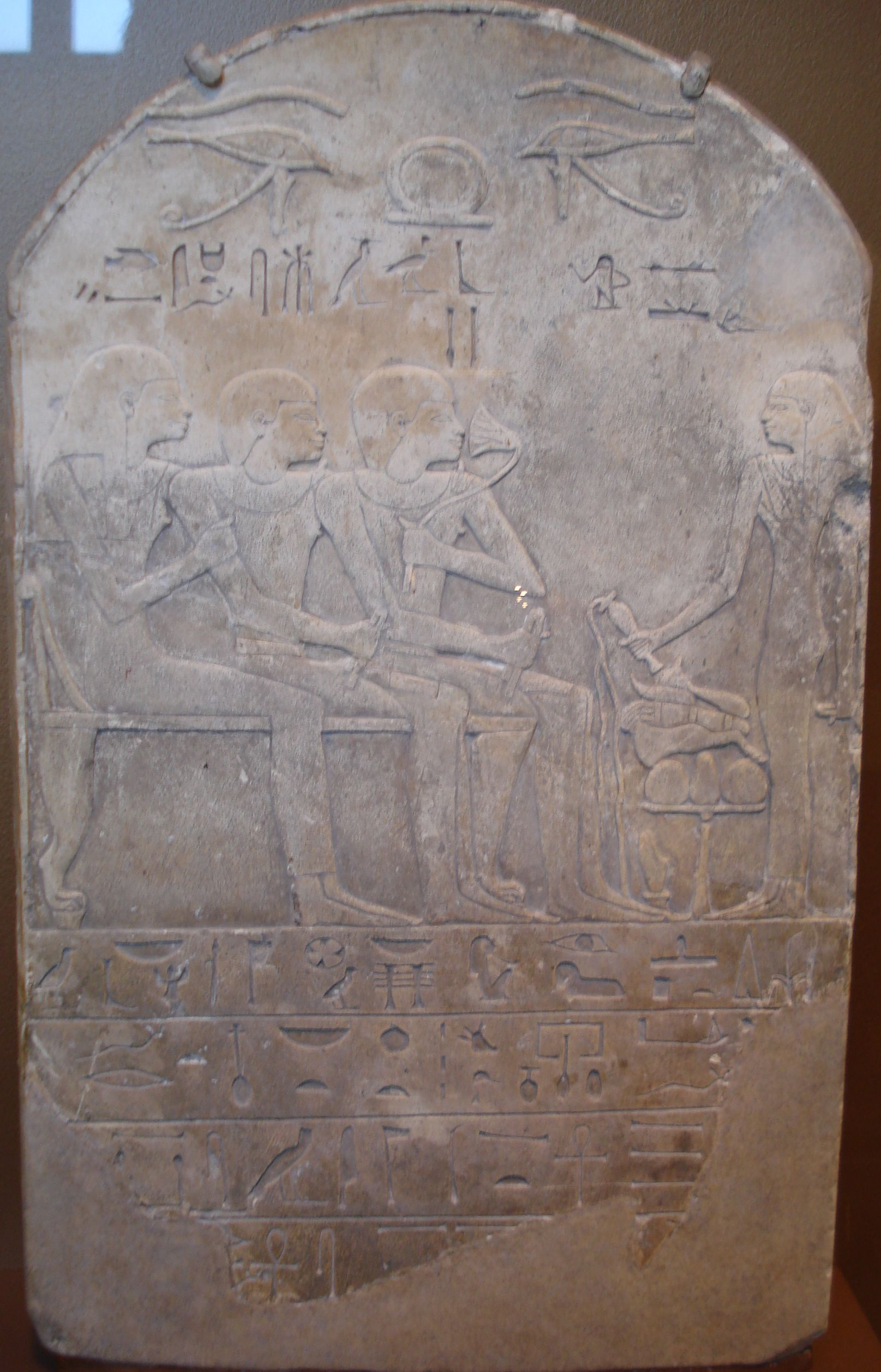
Plantes com el lotus eren molt importants en l'art egipci. Estela funerària mostrant un mort al centre amb un lotus sagrat

L'arquitectura de l'antic Egipte es caracteritza per ser de caràcter religiós o funerari. Les construccions són funcionals i simbòliques, tot i que el seu simbolisme no ha estat del tot desvetllat. Els grans monuments de pedra, en grans blocs, amb sòlides columnes, són sovint el testimoni del pas de diferents cultures. Un element decoratiu característic de l'arquitectura egípcia són certes columnes que imiten el lotus.
Les construccions més significatives són les piràmides, els temples i les tombes. Aquestes obres, colossals i monumentals, pretenien durar eternament i manifestar al llarg del temps el poder del faraó i dels sacerdots.

### Pintura
En l'antic Egipte es desenvolupà una pintura mural, essencialment narrativa, amb representacions de cerimònies i fets remarcables; la pintura acostuma a anar acompanyada de jeroglífics que aporten informació essencial a l'escena. Pintaven per convertir la vida després de la mort en un lloc agradable per al difunt; per això, es creaven pintures belles. Cal destacar les representacions de la vida privada o dels animals i els vegetals, realitzats amb tal cura que es poden identificar taxonòmicament.

### Escultura

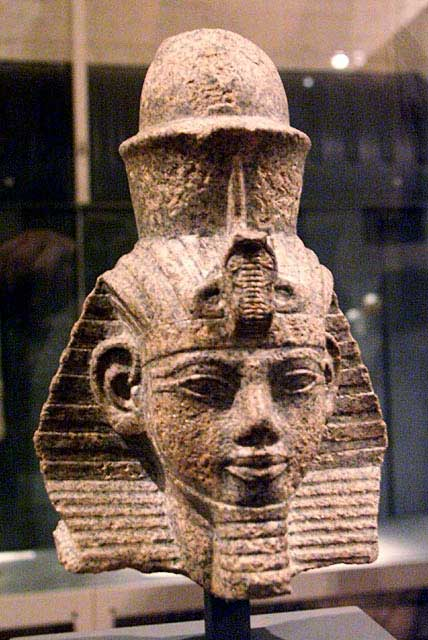
Bust d'Amenofis III, faraó de l'antic Egipte

L'escultura es va desenvolupar bàsicament per representar els antics déus egipcis i també per donar forma física als faraons. Es van construir gran nombre d'estàtues magnífiques per representar els déus i els cèlebres reis i reines. Aquestes estàtues estaven destinades a donar la vida eterna als "déus" reis i reines, així com a permetre que els seus súbdits veiessin el seu aspecte físic. L'escultura monumental de l'antic Egipte és mundialment famosa, però les petites i refinades obres en són també una característica important.
Es van seguir convencions molt estrictes: s'elaboraven les estàtues masculines més fosques que les femenines; en les estàtues assegudes, les mans tenen l'obligació d'estar posades als genolls; predomina la "llei de la frontalitat" i s'obeeixen les normes específiques que regeixen cada déu egipci. Per exemple, el déu del cel (Horus) es representava essencialment amb el cap d'un falcó; el déu dels ritus funeraris (Anubis) es mostra sempre amb el cap d'un xacal. En el cas de la representació dels faraons, les convencions comporten la no-caducitat de l'estil de les obres per a una vida eterna després de la mort. Les obres artístiques es regulen per tal d'exigir el compliment estricte de totes les convencions i els convenis fins a tal punt que, durant més de tres mil anys, s'aprecia poca variació en l'aspecte de les estàtues, excepte durant un breu període durant l'imperi de la faraona Nefertiti, en què es va fomentar una representació més naturalista.
El major domini de la tècnica s'assoleix durant la quarta dinastia en elegants representacions amb acabats polits en materials tan durs com el granit o la diorita.

### Jeroglífics
L'escriptura jeroglífica consisteix en la intercalació d'imatges i símbols. Moltes obres d'art de l'època contenen jeroglífics. Alguns dels símbols tenen significats independents, mentre que alguns d'aquests símbols s'utilitzen per combinació. A més, alguns jeroglífics es van utilitzar fonèticament, de manera similar a l'alfabet romà. Alguns símbols podien transmetre múltiples significats.
El guió s'escrivia en tres sentits: de dalt a baix, d'esquerra a dreta i de dreta a esquerra. Aquest estil d'escriptura va ser utilitzat pels antics egipcis durant gairebé 3.500 anys, des de 3300 aC fins al segle iii. El coneixement de l'escriptura jeroglífica es va perdre després d'haver estat substituït per altres alfabets. Els jeroglífics van ser desxifrats per Champollion, que va estudiar la pedra de Rosetta durant 9 anys.

### Joieria
S'han trobat nombroses joies a les tombes dels diferents períodes de l'antic Egipte. Les més abundants són els pectorals i collarets però també s'han trobat anells i altres ornaments personals. S'establia una diferenciació entre classes que limitava els materials usats. La família reial combinava cornalina amb turqueses o lapislàtzuli i posteriorment es va afegir l'or. Els nobles podien incloure altres pedres precioses, mentre que els treballadors portaven joies fetes d'os i petxines. El color i el luxe eren els principals atributs de les joies, però algunes tenien també caràcter cerimonial o protector, com les que incloïen símbols divins.